# Parafia św. Marii Magdaleny w Zawiszycach
Parafia pw. św. Marii Magdaleny w Zawiszycach – parafia rzymskokatolicka znajdująca się w Zawiszycach. Należy do dekanatu Głubczyce diecezji opolskiej.
Parafia należała pierwotnie do diecezji ołomunieckiej, znajdując się na terenie tzw. dystryktu kietrzańskiego, który do diecezji opolskiej został włączony w 1972.